# Thalictrum macrorhynchum
Thalictrum macrorhynchum är en ranunkelväxtart som beskrevs av Adrien René Franchet. Thalictrum macrorhynchum ingår i släktet rutor, och familjen ranunkelväxter. Inga underarter finns listade i Catalogue of Life.